# Campeonato Chileno de Futebol de 1991 - Segunda Divisão
O Campeonato Chileno de Futebol de Segunda Divisão de 1991 foi a 40ª edição do campeonato do futebol do Chile, segunda divisão, no formato "Primera B". Em turno e returno os 20 clubes jogam em dois grupos (Norte e Sul). Os cinco melhores de cada grupo são classificados para o Grupo de Ascenso enquanto os cinco piores também vão para o Grupo de Descenso. Os dois primeiros colocados do Grupo de Ascenso são promovidos para o Campeonato Chileno de Futebol de 1992. Os cinco últimos colocados do Grupo de Descenso eram rebaixados para o Campeonato Chileno de Futebol de 1992 - Terceira Divisão.

## Participantes
| Equipe                            | Cidade       | Região                           | No ano anterior                                                      | Estádio                                       | Capacidade | Títulos        | Participações |
| --------------------------------- | ------------ | -------------------------------- | -------------------------------------------------------------------- | --------------------------------------------- | ---------- | -------------- | ------------- |
| Deportes Iberia                   | Los Ángeles  | Região de Bío-Bío                | Nono Lugar (Descenso Sul)                                            | Estádio Municipal de Los Ángeles              | 5.000      | 0 (não possui) | 37            |
| Deportes Linares                  | Linares      | Região de Maule                  | Décimo Lugar (Descenso Sul)                                          | Estádio Fiscal de Linares                     | 7.000      | 0 (não possui) | 31            |
| Club de Deportes Ovalle           | Ovalle       | Região de Coquimbo               | Nono Lugar (Descenso Norte)                                          | Estádio Municipal de Ovalle                   | 8.000      | 0 (não possui) | 26            |
| Club de Deportes Puerto Montt     | Puerto Montt | Região de Los Lagos              | Oitavo Lugar (Descenso Sul)                                          | Estádio Regional de Chinquihue                | 5.300      | 0 (não possui) | 9             |
| Cobreandino                       | Los Andes    | Região de Valparaíso             | Oitavo Lugar (Descenso Norte)                                        | Estádio Regional de Los Andes                 | 2.500      | 1 (1985)       | 33            |
| Club de Deportes Regional Atacama | Copiapó      | Região de Atacama                | Quarto Lugar (Ascenso Norte)                                         | Estádio Luis Valenzuela Hermosilla            | 8.000      | 0 (não possui) | 9             |
| Club Deportivo Arica              | Arica        | Região de Tarapacá               | Décimo Lugar (Descenso Norte)                                        | Estádio Carlos Dittborn                       | 10.000     | 1 (1981)       | 10            |
| Club de Deportes Ñublense         | Chillán      | Região de Bío-Bío                | Sexto Lugar (Ascenso Sul)                                            | Estádio Bicentenário Municipal Nelson Oyarzún | 12.000     | 1 (1976)       | 26            |
| Club de Deportes Temuco           | Temuco       | Região de Araucanía              | Quarto Lugar (Ascenso Sul)                                           | Estádio Municipal Germán Becker               | 20.930     | 0 (não possui) | 8             |
| Club Deportivo Magallanes         | Maipú        | Região Metropolitana de Santiago | Sexto Lugar (Ascenso Norte)                                          | Estádio Independência                         | 13.500     | 0 (não possui) | 9             |
| Audax Club Sportivo Italiano      | La Florida   | Região Metropolitana de Santiago | Terceiro Lugar (Ascenso Norte)                                       | Estádio Municipal de La Florida               | 12.000     | 0 (não possui) | 10            |
| Colchagua Club de Deportes        | San Fernando | Região de O'Higgins              | Terceiro Lugar (Ascenso Sul)                                         | Estádio Municipal Jorge Silva Valenzuela      | 5.900      | 0 (não possui) | 28            |
| Club de Deportes Lota Schwager    | Coronel      | Região de Bío-Bío                | Quinto Lugar (Descenso Sul)                                          | Estádio Municipal Federico Schwager           | 18.500     | 2 (1969, 1986) | 14            |
| Club Deportivo Soinca Bata        | Melipilla    | Região Metropolitana de Santiago | Sétimo Lugar (Descenso Norte)                                        | Estádio Soinca Bata                           | xxxx       | 0 (não possui) | 5             |
| Club Social de Deportes Rangers   | Talca        | Região de Maule                  | Segundo Lugar (Ascenso Sul)                                          | Estádio Fiscal de Talca                       | 8.324      | 1 (1988)       | 8             |
| Club de Deportes Unión San Felipe | San Felipe   | Região de Valparaíso             | Quinto Lugar (Ascenso Norte)                                         | Estádio Municipal de San Felipe               | 18.500     | 1 (1970)       | 18            |
| Club de Deportes Lozapenco        | Penco        | Região de Bío-Bío                | Sétimo Lugar (Descenso Sul)                                          | ---                                           | --         | 0 (não possui) | 2             |
| Club de Deportes Unión La Calera  | La Calera    | Região de Valparaíso             | Acesso pelo Campeonato Chileno de Futebol de 1990 - Terceira Divisão | Estádio Municipal Nicolás Chahuán Nazar       | 10.000     | 2 (1961, 1984) | 21            |
| Club Deportivo Huachipato         | Talcahuano   | Região de Bío-Bío                | Rebaixado do Campeonato Chileno de Futebol de 1990                   | Estádio Las Higueras                          | -----      | 1 (1966)       | 8             |
| Club de Deportes Iquique          | Iquique      | Região de Tarapacá               | Rebaixado do Campeonato Chileno de Futebol de 1990                   | Estádio Municipal de Iquique                  | -----      | 0 (1979)       | 2             |

## Campeão
| Campeão Chileno Segunda Divisão 1991                 |
| ---------------------------------------------------- |
| Club de Deportes Temuco (Temuco) (1º título) Campeão |